# Petőszinye
Petőszinye (szlovákul: Svinica) község Szlovákiában, a Kassai kerület Kassa-környéki járásában.

## Fekvése
Kassától 16 km-re, keletre található.

## Története
A község területén már az újkőkorban is éltek emberek, a bükki kultúra településének maradványait találták itt meg.
A falutól keletre emelkedő Várhegyre a 12–13. század fordulóján várat építettek. A falut 1276-ban említik először, mint az Aba nembeli György fia Ethuruh birtokát. IV. László király a szinyei uradalomhoz csatolta Csákány és Bőd falvakat. Később Somosi Péter birtoka. Már a 13. században állt gótikus temploma is. 1390-ben az időközben királyi birtokba került uradalmat Luxemburgi Zsigmond hívének, Perényi Miklósnak adta. 1427-ben 70 portát számláltak a faluban, amely mintegy 350 lakost jelent. Ezzel a környék egyik legnagyobb faluja volt. 1553-ban 8, 1564-ben 16 portája létezett. 1565-ben a 47 lakosból 26 gazda és 21 zsellér volt. 1598-ban 53 ház állt a településen, mely ekkor Homonnay Ferenc birtoka. A 18. században vegyes magyar–szlovák település.
A 18. század végén Vályi András így ír róla: „SZINYE. Pető Szinye. Magyar falu Abaúj Várm. földes Ura Szerencsy Uraság, lakosai katolikusok, és reformátusok, fekszik Regete Ruszkához közel, mellynek filiája; határja jól termő, javai külömbfélék.”
Fényes Elek 1851-ben kiadott geográfiai szótárában így ír a faluról: „Szinye, (Swinicza), tót-magyar falu, Abauj vmegyében, Kassához keletre 2 mfldnyire, a zempléni postautban, 176 r., 153 g. kath., 70 evang., 190 ref., 32 zsidó lak. Szép urasági kastély. Ref. szentegyház. Postahivatal és váltás Kassa és Vecse közt. Vendégfogadó. Papirosmalom. Nagy erdő. F. u. gr. Szirmay.”
Borovszky Samu monográfiasorozatának Abaúj-Torna vármegyét tárgyaló része szerint: „Pető-Szinye kisközség körjegyzőséggel, 123 házzal, 756 magyar és tót lakossal. Postája Bőd, táviróállomása Kassa. Református temploma még az Árpádok korából származik és hosszu ideig a Pálosoké volt. A helység délkeleti oldalán fekvő Várhegyen valaha vár volt, melynek nyomai még ma is megtalálhatók; de már a történelem előtti korban is kellett itt embereknek lakniok, mert határában kőkorszakbeli maradványokat leltek. Szép park közepette áll özv. gr. Forgách Sándorné barokk modoru, csinos, földszintes kastélya, mely régente a Pethő-családé, azután a Vass grófi családé, majd gr. Wan Bernáté és végre gr. Szirmay Tamás örököseié volt. Forgách Sándor grófnak csak néhány évvel ezelőtt birtokába jutott. A község határában fekvő bányában műtárgyak építésére alkalmas követ fejtenek.”
A trianoni diktátumig Abaúj-Torna vármegye Füzéri járásához tartozott.

## Népessége
| Év:            | 1994. | 2004.    | 2014.   | 2024.    |
| -------------- | ----- | -------- | ------- | -------- |
| Emberek száma: | 657   | 824      | 853     | 1010     |
| Eltérés:       |       | +25,41 % | +3,51 % | +18,40 % |

| Év:            | 2023. | 2024.   |
| -------------- | ----- | ------- |
| Emberek száma: | 1008  | 1010    |
| Eltérés:       |       | +0,19 % |

1910-ben 786-an, többségében szlovákok lakták, jelentős magyar kisebbséggel.
2001-ben 801 lakosából 765 szlovák volt.
2011-ben 832 lakosából 700 szlovák és 89 roma.

## Nevezetességei
- Református templomának legrégibb része a 12. században épült román stílusban. A 14. században bővítették és gótikus stílusban építették át. Falfestményei is ekkor készültek.[6]
- A községtől keletre emelkedő, 452 m magas Várhegyen egykor ovális alaprajzú vár állott.
- Határában emelkedik a Dargói-nyereg, ahol 1944–45-ben súlyos harcok folytak. A 22 000 áldozatra a hágó tetején emelt emlékmű emlékeztet.